# Пламмер, Чарльз
Чарльз Пламмер (англ. Charles Plummer, 24 января 1851 — 8 сентября 1927) — английский историк и священнослужитель, наиболее известный как редактор книги сэра Джона Фортескью «Управление Англией» и за введение термина «ублюдочный феодализм». Он был пятым сыном Мэтью Пламмера из Сент-Леонардс-он-Си, Суссекс. Он поступил в Колледж Корпус-Кристи в Оксфорде в 1869 году, получив степень бакалавра искусств и S.C.L. в 1873 году и стал научным сотрудником (Fellow).

## Труды
Пламмер был редактором Беды, а также редактировал многочисленные ирландские тексты и Гесперийские речения, в том числе двухтомный Vitae Sanctorum Hiberniae (1910), современный сопутствующий том к которому — книга Ричарда Шарпа «Жития средневековых ирландских святых: введение в Vitae Sanctorum Hiberniae».
Пламмер редактировал «Две параллели саксонских хроник» Джона Эрла (1865), выпустив в 1892 году исправленный текст с примечаниями, приложениями и глоссарием. В этой работе представлены рукописи А и Е Англосаксонской хроники.
Пламмер читал лекции Форда в Оксфордском университете в 1901 году.